# Reimerzhoven

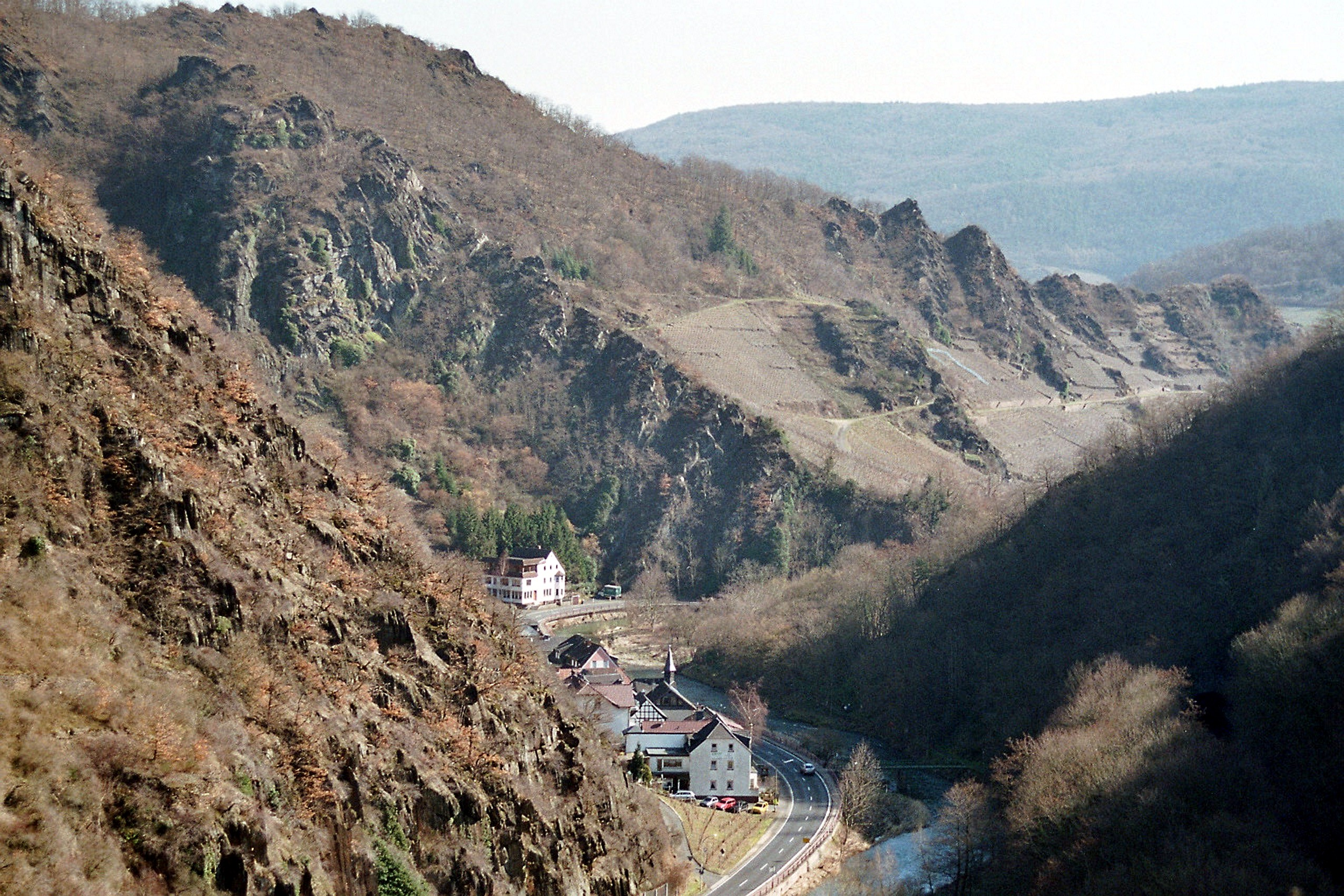
Blick vom Weißen Kreuz bei Altenahr nach Reimerzhoven (2007)

Reimerzhoven ist ein Ortsteil von Altenahr. Der Ort liegt an der Ahr zwischen Mayschoß und Altenahr, die jeweils zwei Kilometer entfernt sind.
Die Siedlung wurde im 14. Jahrhundert als Winzerdorf gegründet. Sie besteht aus etwa 40 Häusern und zwei Straßen, der kleineren Bergstraße (vormals Weinbergstraße, sie liegt am Rande der Weinberge) und der Rotweinstraße (B 267), die beide auf der rechten Ahrseite liegen und direkt an eine große Fläche von Weinbergen grenzen, in denen hauptsächlich Rotwein angebaut wird. An der Rotweinstraße steht die katholische Kapelle Zur Schmerzhaften Muttergottes, ein Baudenkmal aus dem 19. Jahrhundert.
Oberhalb von Reimerzhoven liegen die Berge Ravenley mit einer mittelgroßen Uhu-Kolonie und Ümerich, von deren Aussichtsplattformen der Blick über einen Großteil der Mittelahr möglich ist. Außerdem liegt oberhalb der Weinberge die Eifelhütte (Eifelblick) mit einem kleinen Bolzplatz und Grillmöglichkeiten. Von Reimerzhoven aus kann man auch Teile der Burgruine Are sehen.
Der seit 1972 bestehende Rotweinwanderweg führt durch die Reimerzhover Weinberge.